# Сан-Данієле-По
Сан-Данієле-По (італ. San Daniele Po) — муніципалітет в Італії, у регіоні Ломбардія,  провінція Кремона.
Сан-Данієле-По розташований на відстані близько 400 км на північний захід від Рима, 90 км на південний схід від Мілана, 14 км на південний схід від Кремони.
Населення — 1387 осіб (2014).

## Демографія
Населення за роками:

Станом на 1 січня 2023 року в муніципалітеті офіційно проживало 108 іноземців з 11 країн, серед них 38 громадян країн Євросоюзу та 1 громадянин України.

## Сусідні муніципалітети
- Челла-Даті
- Мотта-Балуффі
- П'єве-д'Ольмі
- Роккаб'янка
- Соспіро
- Полезіне-Цибелло